# 查理斯·辉瑞
卡尔·克里斯蒂安·弗里德里希·辉瑞（Karl Christian Friedrich Pfizer；1824年3月22日—1906年10月19日），通称查理斯·辉瑞（Charles Pfizer），德裔美国商人兼化学家。1849年他与表兄查尔斯·F·阿尔哈特共同创立制药公司輝瑞公司。

## 生活和家庭
查理斯·辉瑞本名为卡尔·克里斯蒂安·弗里德里希，父亲是卡尔·弗雷德里克·辉瑞，母亲是卡罗琳·克洛茨。与其表兄兼未来商业伙伴卡尔·埃尔哈特（后成为其姐夫）一样，辉瑞出生于符腾堡王国路德维希堡（今属德国）。他早年曾担任药剂师学徒，1848年10月移民美国。
1859年，辉瑞在家乡路德维希堡与安娜·豪施成婚。二人相识于辉瑞赴欧建立原材料供应商关系期间。夫妇育有六名子女，其中五人成年：小查尔斯（1860-1928）、古斯塔夫斯（1861-1944）、埃米尔（1864-1941）、海伦·朱莉娅（1866年生，后嫁与第二代从男爵弗雷德里克·邓肯爵士）、爱丽丝（嫁与奥地利巴赫芬·冯·埃希特男爵）及安（1875-1876）。小查尔斯与埃米尔均任职于辉瑞公司。家族居于布鲁克林高档社区克林顿山，辉瑞还在纽约捐建了一座路德会教堂。

## 职业
1849年，辉瑞向父亲借款2500美元购置布鲁克林威廉斯堡一栋商业建筑，随后与人共同创立查尔斯·辉瑞公司。凭借辉瑞的化学专长与其合伙人糖果商的背景，公司初期主营食品调味剂、碘制剂及软饮料用柠檬酸生产。他们还研制出抗寄生虫药山道年，后逐步拓展至其他化学品领域。
辉瑞的表兄兼合伙人查尔斯·F·阿尔哈特后与其妹弗朗西丝成婚，成为其妹夫。1891年阿尔哈特去世后，辉瑞按合伙协议以半价收购其股权，支付119,350美元成为公司唯一所有者。他执掌公司长达51年直至1900年改制为股份有限公司，其子小查尔斯·辉瑞出任首任总裁，后由次子埃米尔继任。

## 1906年受伤和去世
1906年10月19日，辉瑞在罗德岛州纽波特避暑别墅“林德盖特”去世。其主宅位于布鲁克林克林顿山。在去世数周前，他因从楼梯跌落导致手臂骨折并引发并发症。最终辉瑞被安葬于纽约绿荫公墓。 

## 脚注